# كازيمير تسورافسكي
كازيمير تسورافسكي (22 يونيو 1866 – 23 يناير 1953) (بالبولندية: Kazimierz Żorawski) رياضياتي بولندي أكسبته أعماله منزلةً مشرفة في أوساط الرياضياتيين البولنديين أمثال نيكولاس كوبرنيكوس وستيفن باناخ وماريان رييفسكي وواكلاو سيربنسكي.
كانت اهتمامات تسورافسكي الرئيسية الثوابت التفاضلية والثوابت التكاملية لزمرة لي والهندسة التفاضلية وميكانيكا الموائع. توصّل في عمله في هذه التخصصات لإثباتات هامة في مجالات أخرى في الرياضيات والعلوم، مثل المعادلات التفاضلية والهندسة والفيزياء (وخاصة الفيزياء الفلكية وعلم الكونيات).